# 朱觀灮
朱觀灮（1535年6月28日—1607年8月24日），號泰澤，明朝魯藩鉅野王府鎮國將軍，管理鉅野王府事，鉅野端肅王朱健櫏的庶第三子，母為夫人段氏。

## 生平
嘉靖十四年五月二十八日（1535年6月28日）出生。嘉靖十八年（1539年），獲賜名觀灮。嘉靖三十年三月初一日（1551年4月6日），封鎮國將軍。
隆慶六年（1572年），鉅野惠榮王朱觀燖去世。因其無子，鉅野王的封爵被廢除，後由朱觀灮管理鉅野王府事。
萬曆三十五年七月初三日（1607年8月24日），朱觀灮去世，享年七十三歲。

## 家庭

### 妻
- 崔氏，汶上縣民崔寵女，封一品夫人。

### 子孫
- 嫡長子：輔國將軍朱頤堣，接任管理府事
- 嫡第二子：輔國將軍朱頤㙼
- 嫡第三子：輔國將軍朱頤𨿿
- 嫡第四子：輔國將軍朱頤㙁
  - 孫：奉國將軍朱壽鏷
  - 孫：奉國將軍朱壽釮
  - 孫：奉國將軍朱壽𨩼
  - 孫：奉國將軍朱壽鈁
  - 孫：朱壽錠
- 嫡女：□城郡君，儀賓穆孔加
- 嫡女：新羅郡君，儀賓王之育
- 嫡女：羅湖郡君，儀賓馬三千
- 庶女：配孔聞謨[4]

## 墓葬
朱觀灮葬於兗州府城南三里許泗滸之原（在今山東省濟寧市兗州區）。壙志現藏於兗州博物館。